# Agrotis tenebrosa
Agrotis tenebrosa är en fjärilsart som beskrevs av Walker 1865. Agrotis tenebrosa ingår i släktet Agrotis och familjen nattflyn. Inga underarter finns listade i Catalogue of Life.